# Ercomoana longiclava
Ercomoana longiclava är en skalbaggsart som beskrevs av Marc Lacroix 1994. Ercomoana longiclava ingår i släktet Ercomoana och familjen Melolonthidae. Inga underarter finns listade i Catalogue of Life.